# Syngeneta sordida
Syngeneta sordida är en fjärilsart som beskrevs av László Anthony Gozmány. Syngeneta sordida ingår i släktet Syngeneta och familjen äkta malar. Inga underarter finns listade i Catalogue of Life.